# Валентіна Родіні
Валентіна Родіні (італ. Valentina Rodini, нар. 28 січня 1995) — італійська веслувальниця, олімпійська чемпіонка 2020 року.

## Виступи на Олімпіадах
| Олімпіада           | Дисципліна               | Місце |
| ------------------- | ------------------------ | ----- |
| Ріо-де-Жанейро 2016 | парні двійки, легка вага | 13    |
| Токіо 2020          | парні двійки, легка вага | 1     |

## Зовнішні посилання
- Валентіна Родіні — олімпійська статистика на сайті Sports-Reference.com (англ.) (архівна версія)

- Валентіна Родіні [Архівовано 29 липня 2021 у Wayback Machine.] на сайті FISA.

1. 1 2  Valentina Rodini
2. ↑  Valentina Rodini
3. 1 2  Olympedia — 2006.
4. 1 2  https://olympics.com/tokyo-2020/olympic-games/en/results/rowing/athlete-profile-n1321403-rodini-valentina.htm